# Pfarrkirche Raggal

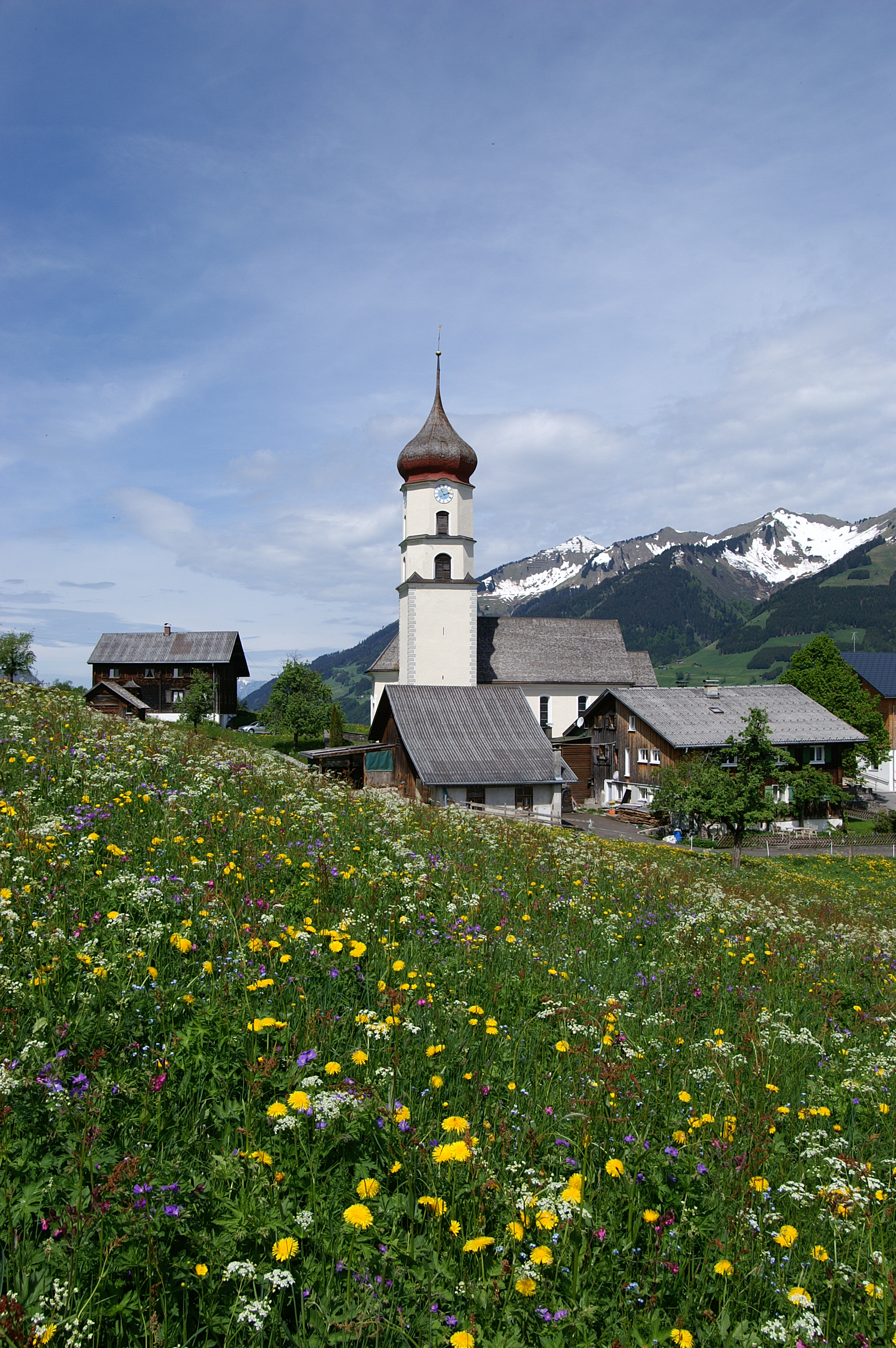
Pfarrkirche Raggal

Die Pfarrkirche Hll. Nikolaus und Theodul ist eine römisch-katholische Kirche im Bergdorf Raggal im Großen Walsertal (Vorarlberg). Sie ist vom Friedhof umgeben.

## Geschichte
Anfangs bestand mit dem Jahre 1455 eine Kapelle, welche 1460 erweitert wurde. Sie wurde als Lokalkaplanei der Pfarre Ludesch geführt und im Jahre 1586 zur selbständigen Pfarrkirche erhoben. Die Kirche wurde in den Jahren 1953 bis 1954 mit einem Vorraum mit Emporenaufgang erweitert.

## Beschreibung
Das barocke Langhaus ist mit dem gotischen Chor unter einem gemeinsamen Satteldach verbunden, im Osten ist ein barocker Kirchturm mit Zwiebelhaube angebunden. Im Langhaus ist eine Flachdecke mit Gesims und Hohlkehle mit reichem Stuck und Schablonendekormalerei. Der Hochaltar und die Kanzel sind von Andreas Rinderer aus 1750, die Fassmalereien von Simon, Balthasar und Anton Hörmann, das Altarbild Hl. Nikolaus ist von Franz Anton Simon, die Figuren Hl. Theodul und Hl. Johannes der Täufer sind von Jakob Felder. Die Seitenaltarbilder Hl. Josef und Maria mit Jesus sind von Franz Bertle aus 1870. Das Rückwandbild der Kanzel Moses und die Gesetzestafeln ist von Anton Jehly aus 1899, das Vorsatzgemälde Rosenkranzmadonna mit Hll. Dominikus und Katharina von Siena von Jehly aus 1906. Im Vorraum Fresko Christus als Sämann von Albert Rauch aus 1959 und ein Glasgemälde des hl. Ludwig nach einem Entwurf von Rauch, ausgeführt von Glasmalerei Dallaserra aus Dornbirn.
Die Orgel aus dem Jahre 1895 stammt aus der Orgelbauwerkstatt Gebrüder Mayer.
1916 mussten Glocken für die Rüstungsindustrie abgeliefert werden. Das jetzige Geläut mit den Schlagtönen des' / es'/  f' / as' der Gießerei Grassmayr ist aus dem Jahr 1956. Da der Turm mit der Belastung durch dieses Geläut überfordert ist, musste eine vom Boden bis zum Glockenstuhl reichende Stahlbetonkonstruktion, welche die Last aufnimmt, in den Boden ableitet und somit von der historischen Bausubstanz fernhält, in seinem Innern errichtet werden.